# Rilly
Rilly Costa (ur. 5 grudnia 1988) – kabowerdeński piłkarz grający na pozycji bramkarza. Jest zawodnikiem klubu CS Mindelense.

## Kariera klubowa
Rilly jest zawodnikiem klubu CS Mindelense.

## Kariera reprezentacyjna
W 2009 roku wraz z reprezentacją do lat 21 zdobył złoty medal podczas rozgrywanych w Portugalii Igrzysk Luzofonii.
Cztery lata później Rilly został powołany do reprezentacji Republiki Zielonego Przylądka na Puchar Narodów Afryki 2013.